# Crazy Lips
Pour plus de détails, voir Fiche technique et Distribution.
Crazy Lips (発狂する唇, Hakkyōsuru kuchibiru) est un film japonais réalisé par Hirohisa Sasaki, sorti le 26 février 2000.

## Synopsis
La famille Kurahashi vit un enfer depuis que le fils est recherché pour avoir décapité quatre adolescentes. Persuadée que son frère n'a pas hérité des gênes de son père, également serial-killer, Satomi fait appel à une étrange sorcière et son acolyte pour l'aider à prouver l'innocence de ce dernier. Mais la femme a d'autres plans et va utiliser la petite famille pour réveiller une entité démoniaque...

## Fiche technique
- Titre : Crazy Lips
- Titre original : 発狂する唇 (Hakkyōsuru kuchibiru?)
- Réalisation : Hirohisa Sasaki
- Scénario : Hiroshi Takahashi
- Production : Takashige Ichise, Makoto Ishihara, Naoto Kumazawa et Toyoyuki Yokohama
- Musique : Gary Ashiya
- Photographie : Tokusho Kikumura
- Montage : Inconnu
- Pays d'origine :  Japon
- Langue originale : japonais
- Format : couleurs - 1,85:1 - Dolby Digital - 35 mm
- Genre : Comédie, horreur
- Durée : 85 minutes
- Date de sortie :
  - Japon : 26 février 2000[1]

## Distribution
- Hitomi Miwa : Satomi Kurahashi
- Kazuma Suzuki : Michio Kurahashi
- Ren Osugi : Colonel
- Hiroshi Abe : Narimoto
- Hijiri Natsukawa : Kaori Kurahashi
- Yoshiko Yura : Etsuko Mamiya
- Tomomi Kuribayashi : Lucy
- Shirô Shimomoto : Heizou Touma
- Ikkô Suzuki : Inspecteur de police
- Yumi Yoshiyuki : Eiko Kurahashi
- Shirou Namiki : Yoshida
- Kazushi Fujiwara : Kiyohiko

## Autour du film
- Crazy Lips eu droit à une suite, Gore From Outer Space, réalisée en 2001 par Hirohisa Sasaki.

## Récompenses
- Prix du meilleur espoir féminin (Hitomi Miwa), lors des Japanese Professional Movie Awards 2001.